# 西江大桥 (广珠城际铁路)
广珠城际铁路西江大桥位于中国广东省境内，是广珠城际铁路江门支线跨越西江的一座特大型桥梁，东起中山市古镇镇，西至江门市江海区，上游为外海大桥，下游为中江高速西江大桥。大桥由主桥和东西引桥组成，共有100个桥墩、99个桥跨，全长3,809.99米，其中主桥长621.6米，主跨210米，是中国第一座铁路单塔斜拉刚构桥，也是世界上最大跨度的高速铁路单塔斜拉刚构桥之一。
该桥业主为广东广珠城际轨道交通有限公司，由中铁第四勘察设计院负责设计，中铁二局负责施工，于2006年9月14日动工，主桥则于2006年12月4日正式开工，并于2009年11月5日合龙；2011年1月7日，大桥正式开通运营。
2007年9月，该桥被中国企业新纪录审定委员会列为第十二批“中国企业新纪录”项目之一。此外，该桥还获得了《独塔斜拉连续刚构组合桥》实用新型专利，以及“铁道部优秀工程设计一等奖”。

## 设计
大桥原规划全长2,609米，后因古镇站特大桥向小榄方向移动了1.2千米，该桥也相应向西延长了1.2千米，达到3,809.99米。
主桥采用100+210+210+100米跨径的单塔斜拉－连续刚构组合桥结构。主梁采用单箱双室直腹板截面，中支点处梁高11米，端支点及中跨跨中处梁高4.5米。中支点处等高段长10米，中跨跨中等高段长44米，中间78米长的变高段梁底曲线为二次抛物线。主梁顶板除索梁锚固区局部加宽到13.8米，其余宽为11.6米，顶板厚42厘米。主梁底板宽10米，底板厚度由中跨4.5米梁高处的35厘米渐变至中支点附近处的120厘米，局部加厚到140厘米。腹板厚度分别为30、45、60厘米，并在梁墩（塔）结合块附近渐变加厚到75厘米。主梁共分为141个梁段，其中两侧边跨各24个，两侧主跨各46个，采用C60高性能混凝土浇筑。
桥塔采用曲线钻石形结构，总高度109米，其中桥面以上塔高70米。上塔柱高28米，单箱单室截面，顺桥向宽7米，横桥向宽5~7.33米，纵向壁厚1.2米，横向壁厚0.8米；中塔柱为两分离的单箱单室截面，顺桥向宽7米，横桥向宽3米，纵向壁厚1米，横向壁厚0.7米；下塔柱采用单箱双室截面，壁厚1.5米。上塔柱与中塔柱间设置高2.5米的上横梁。桥塔侧面自上而下设240厘米宽、20厘米深的凹槽。桥塔采用C50混凝土。
斜拉索采用空间双索面、非平行扇形密索体系。斜拉索共13对26根，梁上间距6米，塔上间距1.6米和1.7米。斜拉索采用环氧涂层填充型钢绞线，外套高密度聚乙烯（HDPE）。斜拉索最长139米，最短68米，端索水平夹角为28.192°。
主桥共有5个桥墩，其中，2个连接墩为矩形钢筋混凝土桥墩，采用12根直径1.5米的钻孔桩基础；2个边主墩为双薄壁墩，墩柱总高27米，壁厚2.4米，两墩壁中心距7米。3个主墩承台尺寸相同，分上下两层，上层承台尺寸为11.2×14.6×2米，下层承台尺寸为16.6×22.6×5米。主墩均采用12根直径2.8米钻孔灌注桩基础，顺桥向3排，横桥向4排，桩中心距6米。主桥承台、桩基采用C30混凝土。最大桩长85米，最大水深30米。
此外，为了通航安全和桥体防撞，桥塔增设了引航和浮运的防撞设施，由武汉理工大学设计，采用船形防撞舷，可随江河水位的涨落而上下浮动，始终与水面保持一致，而不会被水淹没，大大提升了桥梁的防撞能力。

### 主要技术参数
- 线路标准：双线铁路，有砟轨道，城际客运专线
- 设计速度：最高200千米/小时（旅客列车）
- 活载标准：采用0.6倍UIC标准
- 通航标准：规划Ⅰ级航道，通航3000吨级海轮
- 设计基准风速：43.747米/秒（桥面处）、48.68米/秒（桥塔处）
- 设计抗震标准：Ⅲ类场地土，设计地震动峰值加速度0.1g，反应谱特征周期0.35秒[8]

## 事故
2007年12月11日上午5时，一艘广西籍钢铁货船从九江开往斗门，途经江门外海航道时，因偏离主航道，撞上了广珠城际铁路西江大桥的74号施工平台，导致平台上的工程机器、钢材等落入水中，连接钢板严重弯曲变形，1根直径1米的钢支柱断裂，平台一侧约10平方米坍塌。事故使大桥的建设进度受到了一定影响，造成直接和间接经济损失超过300万元人民币，所幸并未造成人员伤亡。